# Bel Abbey
Bel Abbey (Elton, Louisiana, 1916-1991) fou un escultor en fusta koasati, que a més era poliglota (alibamu, llengua choctaw, cajun francès, anglès), raó per la qual va col·laborar amb diversos antropòlegs, a traduir la Bíblia al koasati i a fer-ne una gramàtica.